# Augustus Pitt Rivers
Pour les articles homonymes, voir Pitt-Rivers.
Augustus Henry Lane Fox Pitt Rivers (Bramham cum Oglethorpe, 14 avril 1827 - Rushmore (Wiltshire), 4 mai 1900) est un officier, préhistorien et archéologue britannique, considéré comme le « père de l'archéologie scientifique ».

## Biographie
Issu d'une famille d’aristocrates et d'officiers, il entre à l'Académie royale militaire de Sandhurst en 1841 et devient officier des Grenadier Guards. Dès 1851, il participe aux recherches du comité établi pour évaluer les armes à feu et choisir le meilleur fusil pour l'année. Il est envoyé en Europe pour y étudier les différents systèmes d'instruction. Il commence alors une collection d'armes à feu et, en même temps, débute des recherches sur les principes de Charles Darwin.
Nommé principal instructeur à la School of Musketry (1853), il sert à Malte comme instructeur de la brigade des Guards au début de la guerre de Crimée (1854) et participe aux opérations en Bulgarie et en Crimée. Il revient en Angleterre en 1857 où il est critiqué pour son travail d'instructeur.

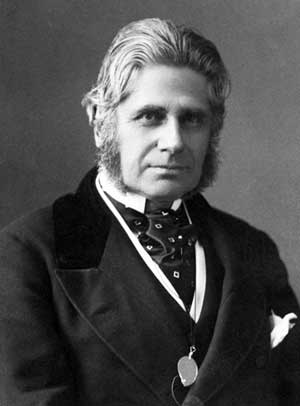
Augustus Pitt Rivers (1827-1900)

En 1861, il est envoyé au Canada comme instructeur du premier bataillon de Grenadier Guards puis, en 1862, est nommé en Irlande où il débute véritablement sa carrière d'archéologue.
Étudiant l'histoire des armes de la préhistoire à l'époque moderne, il fait, à son retour d'Irlande (1866), plusieurs conférences à la Royal United Services Institution et, en juillet 1867, choisit de ne percevoir qu'une moitié de sa solde et de ne plus participer aux activités de l'armée pendant six ans, pour se consacrer entièrement à la prospection archéologique.
Héritier en 1880 du domaine de Cranborne Chase, riche en vestiges archéologiques, il effectue d'importantes fouilles du domaine et constitue une imposante collection. Retiré définitivement de l'armée en 1882 avec le grade honorifique de lieutenant-général, il devient le premier inspecteur des Monuments anciens la même année, poste qu'il occupera jusqu'à sa mort.

## L'archéologue
Deux musées archéologiques portent son nom, celui d'Oxford et le Farnham Museum dans le Dorset.

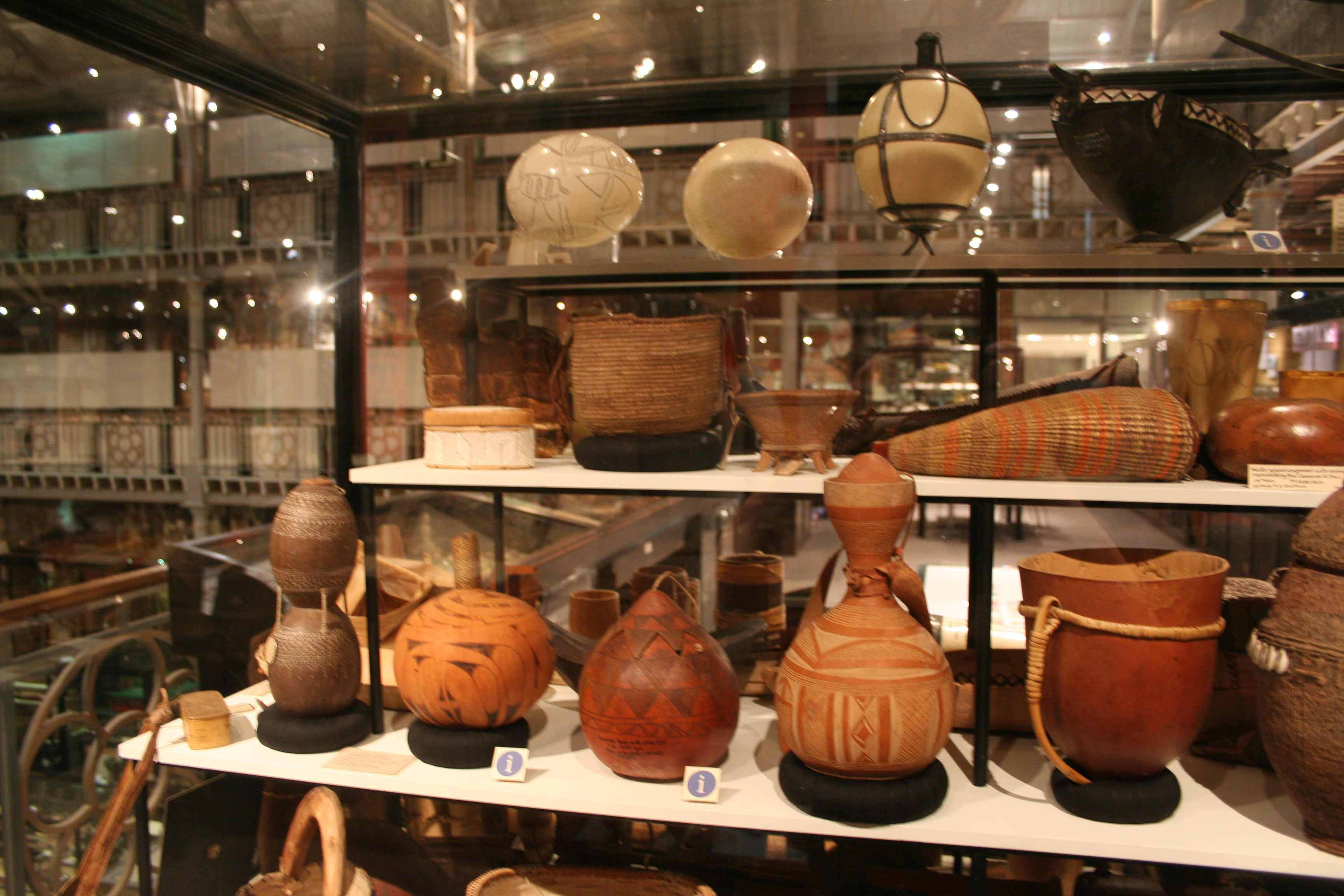
Détail de la collection ethnographique du Pitt Rivers Museum

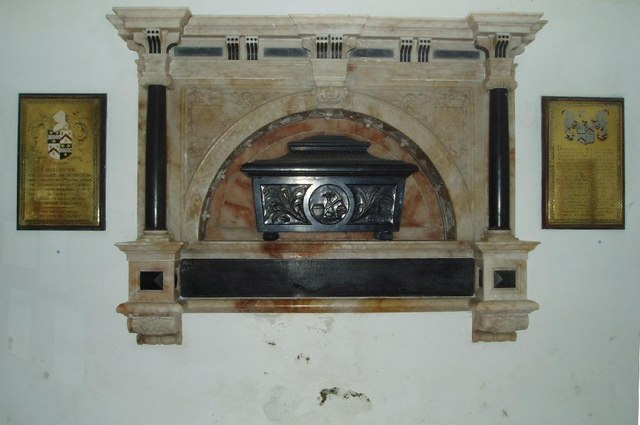
Mémorial Augustus Pitt Rivers dans l'église St Peter's à Tollard Royal

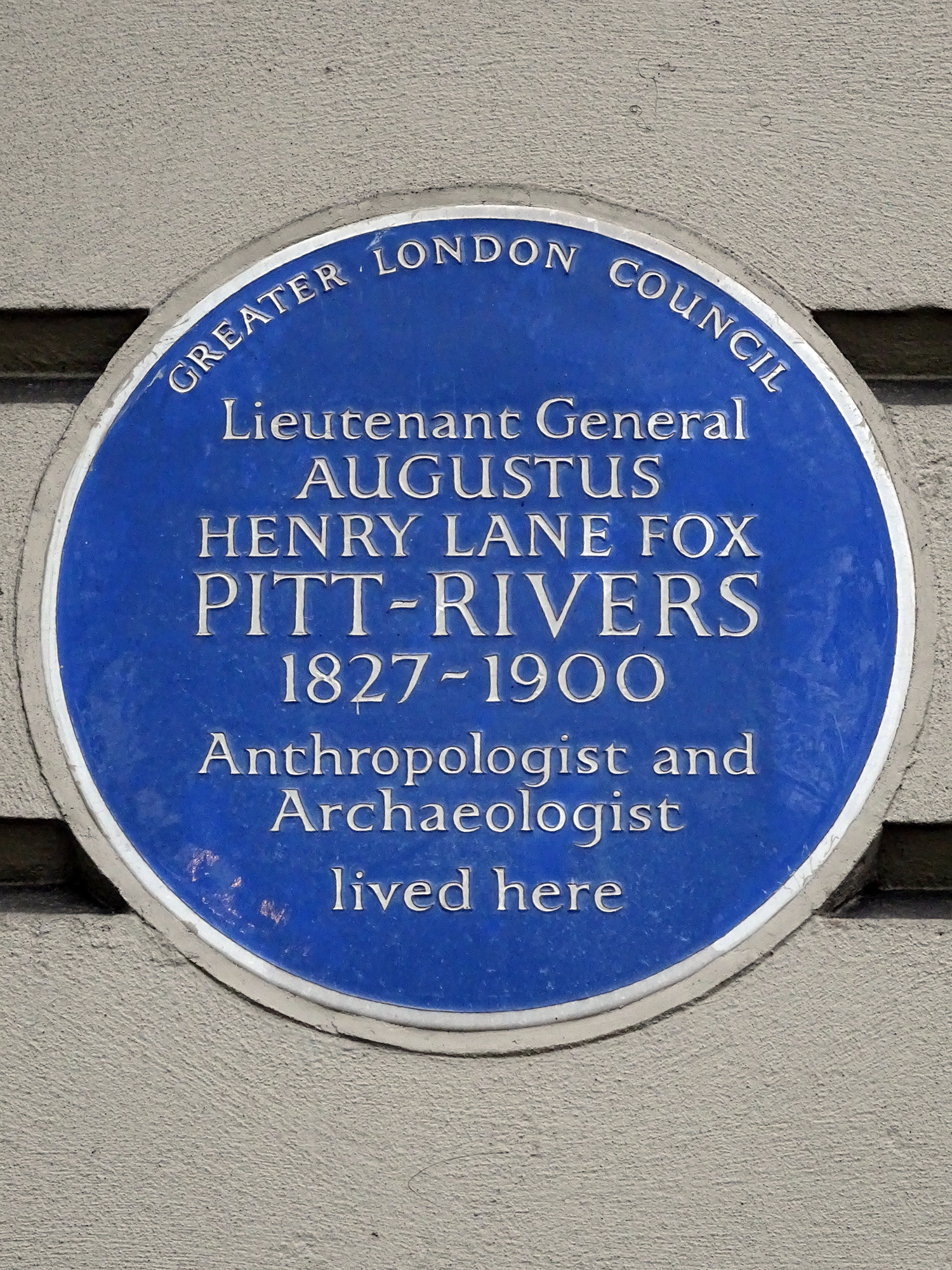
Plaque commémorative sur sa maison natale

Sa collection ethnographique débute en 1851 lorsqu'il recueille des armes du monde entier, de la préhistoire à l'époque moderne. Il est en contact avec Charles Darwin qu'il connaît personnellement et participe à des cercles évolutionniste avec Thomas Henry Huxley et Herbert Spencer. Il devient aussi l'ami de Joseph Prestwich, de William Boyd Dawkins, Friedrich Max Müller ou de Edward Tylor et travaille en collaboration avec John Evans, Augustus Wollaston Franks et John Lubbock, qui deviendra son gendre et dont il a fait la connaissance à l'Ethnological Society de Londres lorsqu'il en est devenu membre (1861).
En 1864, sur l'appui d'Henry Christy, il est élu à la Société des Antiquaires de Londres. En 1871, il fonde avec Huxley l'Anthropological Institute of Great Britain, dont Lubbock est nommé président. En 1872, sa collection est réunie dans un musée à Bethnal Green, qui dépend du South Kensington Museum. Il y impose ses principes typologiques basés sur ceux de John Evans et d'Oscar Montelius, qu'il expose dans sa conférence On the Evolution of Culture en 1875.
Sa collection prend une telle importance qu'elle est transférée en 1880 à Londres, puis à l'université d'Oxford en 1884.
Défendant l'intérêt archéologique et typologique de toutes sortes d'objets, dont les ossements et les tessons, il dirige des fouilles près de Thèbes (1881), où il trouve des outils de silex sous des tombes datées de 1500 av. J.-C. Sur ses domaines il effectue des fouilles de nécropoles, d'habitats et d'enceintes en utilisant des méthodes perfectionnées, étudiant intégralement les sites, donnant une importance majeure à la stratigraphie et à l'emplacement de toutes les trouvailles et utilisant des coupes, plans et même des maquettes des sites les plus importants.
Mortimer Wheeler ou Kathleen Kenyon ont été ses disciples.

## Publications
- Primitive warfare, in Journal of the Royal United Services Institution, no 11, 12 et 13, 1867, 1868 et 1869
- An examination into character and probable origin of the hill forts of Sussex et Further remarks on the hills forts of Sussex : being an account of excavations in the forts of Cissbury and Highdown, in Archaeologia, no 42, 1869
- Catalogue of the Anthropological Collection lent by Colonel Lane Fox for Exhibition in the Bethnal Green Branch of the South Kensington Museum, June 1874, 2 vols., 1874
- On the Development and Distribution of Primitive Locks and Keys ; Illustrated by Specimens in the Pitt Rivers Collection, 1883
- Excavations in Cranborne Chase, 1887-1898, 4 vols., 1887-1898
- Typological Museums, in Journal of the Society of Arts, no 40, 1891
- The Evolution of Culture and other Essays, publié en 1966